# Попа, Темистокле
Темистокле По́па (рум. Temistocle Popa; 1921—2013) — румынский композитор, музыкант (флейта, саксофон). Автор музыки (и песен) к кинофильмам «Песни моря», «Мама» и др.

## Биография
Родился 27 июня 1921 года в городе Галац. Учился музыке в Бухарестской консерватории (1935—1939), ученик Фауста Николеску, параллельно продолжая свое музыкальное образование в Военной музыкальной школе в Бухаресте (1938—1942), где начал заниматься на саксофоне. Играл в оркестрах столичных театров «Атлантик» (1943—1947) и «Альгамбра» (1947–1949), в оркестре Театра эстрады (1949—1957) и Бухарестском джаз-оркестре (1957—1962). Гастролировал по стране и за рубежом (СССР — 1957 и 1962, Польша — 1962 и 1967, Чехословакия — 1964, Болгария — 1966). В 1961 году дебютировал со своей первой композицией — песней «Тюльпаны» (рум. Lalele) — которая сразу стала шлягером в исполнении Луиджи Ионеску. Был женат на актрисе Корнелии Теодосиу (рум. Cornelia Teodosiu). 
Умер 26 ноября 2013 года в Бухаресте. Похоронен на кладбище Генча.

## Фильмография
- 1964 — Возраст любви / La vîrsta dragostei
- 1967 — Небо начинается на третьем этаже / Cerul începe la etajul III
- 1968 — Молодость без старости / Tinerete fara batrînete
- 1970 — Песни моря / Cîntecele marii
- 1972 — Вероника / Veronica
- 1972 — Свадебное танго / Astă seară dansăm în familie
- 1973 — Вероника возвращается / Veronica se întoarce
- 1973 —  / Despre o anumita fericire
- 1974 —  / Tata de Duminica
- 1976 — Мама / Mama
- 1977 — Я, ты и... Овидий / Eu, tu si Ovidiu
- 1980 —  / Detasamentul 'Concordia'
- 1980 —  / Al treilea salt mortal
- 1981 — Шантаж / Șantaj
- 1981 — Клоуны / Saltimbancii (в советском покате «Этот грустный весёлый цирк»)
- 1981 —  / Grabeste-te încet
- 1982 — Акробат на Северном полюсе / Un Saltimbanc la Polul Nord
- 1983 —  / Miezul fierbinte al painii
- 1984 —  / Sosesc pasarile calatoare
- 1984 — Секрет Бахуса / Secretul lui Bachus
- 1985 —  / Secretul lui Nemesis
- 1985 —  / Casatorie cu repetitie
- 1990 — Беспорядок / Harababura
- 1993 —  / Trahir

## Премии и награды
- Премия UCMR за выдающиеся достижения (2001)
- 12 раз удостоен Премии Союза композиторов (1963, 1964, 1965, 1966, 1970, 1972, 1973, 1974, 1976, 1981, 1983, 1985)
- Премия за творчество (1963, 1964, 1965, 1966)
- Гран-при (1969) и Приз зрительской симпатии (1998) на Национальном фестивале эстрадной музыки «Мамая»
- «Братиславская лира» (1985)
- Кавалер ордена «За верную службу» (2004)[4]
- Орден «За заслуги перед культурой»[рум.] IV (1969) и II степени (1974)[1]